# Jaderná elektrárna Ascó
Jaderná elektrárna Ascó (španělsky Central nuclear de Ascó, katalánsky Central nuclear d'Ascó) je jaderná elektrárna, která se nachází ve Španělsku, v provincii Tarragona v autonomním společenství Katalánsko. Výstavba započala v roce 1971 a elektrárna byla dokončena v roce 1984. Má dva tlakovodní reaktory, jeden o výkonu 1033 MW a druhý o výkonu 1027 MW. Elektrárně končí licence na jednom bloku v roce 2023 a na druhém v roce 2025.

## Majitelé
Elektrárna je ve společenství vlastníků, které se nazývá Asociación Nuclear Ascó-Vandellós a vlastní i jadernou elektrárnu Vandellòs. V tomto společenství jsou španělské energetické firmy Ibredrola a Endesa.